# Sterna vittata
El charrán antártico (Sterna vittata) es un ave marina (gaviotin) de la familia de lo estérnidos. Habitan en el hemisferio Sur, en todos los océanos, se estima su población en 140.000 ejemplares, su longitud alcanza los 15 centímetros, su color es blanco excepto la cabeza que es negra, su pico es de color rojo igual que sus patas.